# Too Much Pressure
Too Much Pressure är den brittiska musikgruppen The Selecters debutalbum, släppt februari 1980 på skivbolaget 2 Tone Records. Det brukar räknas som ett av de bästa ska revival-albumen. Många av gruppens kändare kompositioner som "Three Minute Hero", "Too Much Pressure" och deras version av James Bond-temat återfinns här. Originalalbumet saknade ursprungligen deras hitlåt "On My Radio", som dock är inkluderad på CD-återutgivningarna från skivbolaget Captain Mod.

## Låtlista
Sida 1
1. "Three Minute Hero" (Neol Davies) – 3:00
2. "Everyday (Time Hard)" (George Agard, Jackie Robinson, Sidney Crooks) – 3:10
3. "They Make Me Mad" (Pauline Black, Desmond Brown) – 2:46
4. "Missing Words" (Davies) –  3:20
5. "Danger" (The Selecter) – 2:37
6. "Street Feeling" (Davies) – 3:09
7. "My Collie (Not a Dog)" (Johnny Roberts, Robert Spencer) – 2:42

Sida 2
1. "Too Much Pressure" (Davies) – 3:47
2. "Murder" (Owen Silvera, Leon Silvera) – 2:39
3. "Out on the Streets" (Davies) – 4:24
4. "Carry Go Bring Come" (Justin Hinds) – 2:53
5. "Black and Blue" (Black) – 3:15
6. "James Bond" (Monty Norman) – 2:13

### Cover-versioner
Fem spår på albumet är cover-versioner:
- "Everyday (Time Hard)" blev ursprunglig inspelat av The Pioneers under namnet "Time Hard".
- "My Collie (Not A Dog)" är en version av Millie's hitlåt "My Boy Lollipop". Texten är ändrat och handlar om cannabis.
- "Murder" inspelades först av Leon and Owen.
- "Carry Go Bring Come" blev en hit för Justin Hinds 1963.
- "James Bond" är det klassiska James Bond-temaet till Monty Norman som Roland Alphonso gjorde en ska-version på.

## Medverkande
The Selecter
- Pauline Black – sång
- Neol Davies – gitarr
- Arthur 'Gaps' Hendrickson – sång
- Compton Amanor – gitarr
- Charley Bembridge – trummor
- Charley Anderson – basgitarr
- Desmond Brown – orgel, keyboard

Bidragande musiker
- Joe Reynolds – saxofon
- Rico Rodriguez – trombon
- Dick Cuthell – trumpet
- Hillfields Boys – kör